# جون سميث (لاعب كرة قاعدة أمريكي)
جون سميث (بالإنجليزية: John Smith)‏ هو لاعب كرة قاعدة أمريكي، ولد في 1858 في نيويورك في الولايات المتحدة، وتوفي في 27 سبتمبر 1899 في سان فرانسيسكو في الولايات المتحدة.

## وصلات خارجية
- جون سميث على موقعبيزبول رفرنس.كوم (الدوري الرئيسي) (الإنجليزية)
- جون سميث على موقعبيزبول رفرنس.كوم (الدوري الثانوي) (الإنجليزية)